# Georg Feig
Karl-Georg Feig, meist kurz nur Georg Feig, (* 27. Februar 1899 in Annaberg; † 12. Februar 1970 in Wiesbaden) war ein deutscher SA- und Volkssturm-Führer in Thüringen. 

## Leben und Wirken
Feig stammte aus dem sächsischen Erzgebirge. Mit 18 Jahren trat Georg Feig 1917 in das Grenadierregiment 101 ein und nahm am Ersten Weltkrieg teil. Zum 1. November 1931 trat er der NSDAP bei (Mitgliedsnummer 713.259). Er schloss sich auch der SA an und leitete als Obersturmführer die SA-Hilfswerklager in Ellrich und Obermaßfeld. Auf dem Gelände des von ihm geleiteten Ellricher Hilfswerklagers entstand 1944 das KZ-Außenlager Ellrich-Juliushütte. Danach war er als Erzieher an der SA-Führerschule Gruppe Thüringen im Schortental bei Eisenberg (Thüringen) tätig. 
Von 1937 bis 1939 war er Obersturmbannführer der SA-Standarte 94 "Gustav Zongel" in Weimar, danach übernahm er die SA-Standarte 80 (Gruppe Kurpfalz) in Wiesbaden. Bereits einem Monat vor Ausbruch des Zweiten Weltkrieges wurde Georg Feig im Weimar mobilisiert und als Leutnant der Reserve zum dortigen Schützen-Regiment 1 einberufen. Mit diesem Schützenregiment zog er 1939 ins Feld.
Als Oberleutnant wurde er in der Schlacht um Tula 1941 verwundet. Am 14. Oktober 1941 nahm er und sein Stoßtrupp auf eigene Faust durch einen geschickten Handstreich die Wolga-Straßenbrücke bei Kalinin ein. Einen Tag später wurde er erneut verwundet. Für diese Tat wurde ihm im Dezember 1941 von Adolf Hitler das  Ritterkreuz des Eisernen Kreuzes verliehen und von den Zeitgenossen als Held gefeiert. Die Auszeichnung nahm er im Januar 1942 beim SA-Stabschef in Berlin persönlich entgegen. Gleichzeitig erfolgte seine Beförderung zum SA-Standartenführer.
Gegen Ende des Krieges war er in Thüringen als Gaustabsführer des Volkssturms eingesetzt. Zuletzt lebte er als Oberstleutnant a. D. in Wiesbaden, wo er 1970 kurz vor seinem 71. Geburtstag starb.

## Ehrungen
- 1938: Medaille zur Erinnerung an den 1. Oktober 1938
- 1941: Ritterkreuz des Eisernen Kreuzes
- 1944: Deutsches Kreuz in Gold